# Lal-lo
Lal-lo (en ilocano: Lallo) es un municipio filipino de primera categoría perteneciente a  la provincia de Cagayán en la región administrativa de Valle del Cagayán.

## Geografía
Tiene una extensión superficial de 702.80 km² y según el censo del 2007, contaba con una población de 39.607 habitantes, 41.388  el día primero de mayo de 2010

### Barangayes
Lal-lo se divide administrativamente en 35 barangayes o barrios, 32 de  carácter rural, 3 urbanos.
| - Abagao - Alaguia - Bagumbayan - Bangag - Bical - Bicud - Binag - Cabayabasan (Capacuan) - Cagoran - Cambong - Catayauan - Catugan | - Centro (Pob.) - Cullit - Dagupan - Dalaya - Fabrica - Fusina - Jurisdiction - Lalafugan - Logac - Magallungon (Sta. Teresa) - Magapit - Malanao | - Maxingal - Naguilian - Paranum - Rosario - San Antonio (Lafu) - San Jose - San Juan - San Lorenzo - San Mariano - Santa Maria - Tucalana |

## Historia
Conocido antiguamente como Nueva Segovia, fue sede de la arquidiócesis de Nueva Segovia hasta su traslado a la ciudad de Vigan (Ilocos del Sur). Había un movimiento local que pidió que el congreso nacional revirtiera el nombre del municipio al original en español.